# Ratpenat cuallarg d'Elery
El ratpenat cuallarg d'Elery (Setirostris eleryi) és una espècie de ratpenat de la família dels molòssids. Fou anomenat en honor del sociòleg australià Elery Hamilton-Smith. És endèmic d'Austràlia.

## Descripció

### Dimensions
És un ratpenat de petites dimensions, amb una llargada del cap i el cos de 41-50 mm, una llargada de l'avantbraç de 32-35,3 mm, una llargada de la cua de 28-32 mm i un pes de fins a 6 g.

### Aspecte
El pelatge és curt i espès. Les parts dorsals són de color sorra, mentre que les ventrals són més clares. El musell és pla, ample, llarg i prim, amb el llavi superior densament cobert de llargues cerres i els narius que s'obren lateralment. Les orelles són relativament curtes, ben separades entre si i amb la punta arrodonida. Les ales s'acoblen posteriorment als turmells. La cua és llarga i robusta i s'estén més de la meitat més enllà de l'uropatagi. Ambdós sexes tenen un particular projecció carnosa sobre els genitals.

## Biologia

### Comportament
Es refugia a les cavitats dels arbres.

### Alimentació
S'alimenta d'insectes.

## Distribució i hàbitat
Aquesta espècie és difosa al Territori del Nord sud-oriental, Queensland central i meridional i Nova Gal·les del Sud septentrional.
Viu als boscos àrids.

## Estat de conservació
Com que fou descoberta fa poc temps, l'estat de conservació d'aquesta espècie encara no ha estat avaluat formalment.